# Татар, Дьёрдь
Дьё́рдь Та́тар (венг. Tatár György; 10 сентября 1952, Мишкольц — 20 апреля 2024, Мишкольц) — венгерский футболист, играл на позиции полузащитника.

## Биография

### Клубная карьера
Татар начинал карьеру в «Гонвед Папп Йожеф», за который играл во время службы в армии.
По окончании службы в армии, присоединился к клубу «Диошдьёр». Дебютировал за клуб 4 сентября 1973 года в матче с клубом «Ференцварош», матч закончился победой «Ференцвароша» со счётом 4:1. Татар играл за «Диошдьёр» 10 сезонов, став одним из ключевых игроков команды, которая выиграла два Кубка Венгрии в 1977 и 1980 году, а в 1979 году стала бронзовым призёром чемпионата страны.
В 1983 году, Татар перешёл в испанский «Кастельон», в котором отыграл сезон и завершил игровую карьеру.

### Карьера в сборной
В составе сборной Венгрии сыграл 11 матчей и забил 5 мячей.

### Смерть
Скончался 21 апреля 2024 года, в возрасте 71 года, после продолжительной болезни.

## Достижения
«Диошдьёр»
- Обладатель Кубка Венгрии (2): 1976/77, 1979/80
- Победитель Первой лиги Венгрии (1) : 1973/74